# Serguéi Nosov
Serguéi Konstantínovich Nosov (en ruso: Сергей Константинович Носов; Magnitogorsk, Cheliábinsk, 17 de febrero de 1961) es un político ruso del partido Rusia Unida que ejerce como gobernador del Óblast de Magadán desde el 13 de septiembre de 2018.

## Biografía
Serguéi Nosov nace el 17 de febrero de 1961 en Magnitogorsk, en el Óblast de Cheliábinsk de la República Socialista Federativa Soviética de Rusia (Unión Soviética). Es hijo de Konstantín Grigórievich Nosov y éste a su vez de Grigori Ivánovich Nosov, destacado ingeniero metalúrgico soviético y director de la Planta Metalúrgica de Magnitogorsk, una de las más grandes de la Unión Soviética y posteriormente de la Federación de Rusia.
Fue un destacado estudiante que recibió una recomendación para egresarse de física y matemáticas en la Universidad Estatal de Moscú; pero se decantó por el Instituto de Minería y Metalurgia de Magnitogorsk (actual Universidad Técnica Estatal de Magnitogorsk). En 1983 se graduó con honores de ingeniero metalúrgico.
En 1995, ya en la Rusia tras el colapso de la URSS, se graduó en la Academia Nacional de Economía y Administración Pública de la Federación de Rusia con el título de «Alto gerente».

### Carrera política
Entre 2000 y 2004 fue elegido diputado de la Asamblea Legislativa del Óblast de Sverdlovsk por la circunscripción Leninsky n.º 17 de Nizhni Taguil. Serguéi Nosov es uno de los fundadores de la rama regional de Sverdlovsk del partido Rusia Unida, donde se desempeñó internamente como secretario del consejo político.
En 2002, Nosov participó en las elecciones a la Asamblea Legislativa de Sverdlovsk, encabezando la lista del movimiento Unidad y Patria, en relación con el cual se encontró en un estado de conflicto con el gobernador de la región, Eduard Rossel: la lista del movimiento no fue acordada con el gobernador, sus partidarios ocuparon lugares deliberadamente «intransitables» en la lista. Como resultado, la lista del partido en las elecciones ocupó el segundo lugar, perdiendo ante el bloque pro-gobernador «Por los Urales Nativos» en ruso: За родной Урал), Nosov rechazó el puesto de diputado, pero desde entonces fue considerado por los expertos y los medios de comunicación como un posible candidato para el puesto de gobernador de la región de Sverdlovsk. En 2004, Nosov volvió a participar en las elecciones a la Duma Regional, fue el número dos en la lista de Rusia Unida (en la lista fue encabezada por E. E. Rossel). Volvió a rechazar el mandato recibido como resultado de las elecciones, ya que fue elegido miembro de la Cámara de Representantes de la Asamblea Legislativa de la región de Sverdlovsk.
El 11 de julio de 2012, fue nombrado vicegobernador del óblast de Sverdlovsk.

### Alcalde de Nizhni Taguil
De 2012 a 2018, fue alcalde de Nizhni Taguil. Llegó al cargo el 26 de julio de 2012 tras ganar unas primarias de Rusia Unida, que debía proponer un sucesor al anterior alcalde. Revalidó el cargo en los comicios del 14 de octubre del mismo año.

### Gobernador de Magadán
El 28 de mayo de 2018 fue nombrado gobernador interino del óblast de Magadán por decreto del presidente de Rusia. El 9 de septiembre del mismo año revalidó el cargo al ganar las elecciones regionales al jefe del sujeto federal ruso por un 81,59 % de los votos. Su toma de posesión tuvo lugar el 13 de septiembre de 2018.
En 2022 tuvo que llevar a cabo la Movilización militar de Rusia de 2022 con motivo de la invasión lanzada por Rusia en Ucrania en febrero de ese año. Nosov fue uno de los gobernadores que confesaron tener problemas para la correcta implementación de la misma en su región.
El 23 de junio de 2023 fue incluido en la lista de sancionados por la Unión Europea debido a su cargo de gobernador regional ruso, lo que a ojos de la UE le hace cómplice del secuestro ilegal de menores ucranianos.
El 10 de septiembre de 2023 tuvieron lugar las elecciones al gobernador del Óblast de Magadán, donde revalidó su cargo al ganar la primera vuelta con 24 574 votos (72,39 % de los votos válidos).